# Boryszyn
Boryszyn (prononciation : [bɔˈrɨʂɨn]) est un village polonais de la gmina de Lubrza dans le powiat de Świebodzin de la voïvodie de Lubusz dans l'ouest de la Pologne.
Il se situe à environ 5 kilomètres au nord de Lubrza (siège de la gmina), 14 kilomètres au nord-ouest de Świebodzin (siège du powiat), 46 kilomètres au nord de Zielona Góra (siège de la diétine régionale) et 45 kilomètres au sud de Gorzów Wielkopolski (capitale de la voïvodie).
Le village comptait approximativement une population de 207 habitants en 2010.

## Histoire
Le nom allemand du village était Burschen.
Après la Seconde Guerre mondiale, avec la mise en œuvre de la ligne Oder-Neisse, le village est intégré à la République populaire de Pologne. La population d'origine allemande est expulsée et remplacée par des polonais.
De 1975 à 1998, le village appartenait administrativement à la voïvodie de Zielona Góra.

Depuis 1999, il appartient administrativement à la voïvodie de Lubusz